# Сок

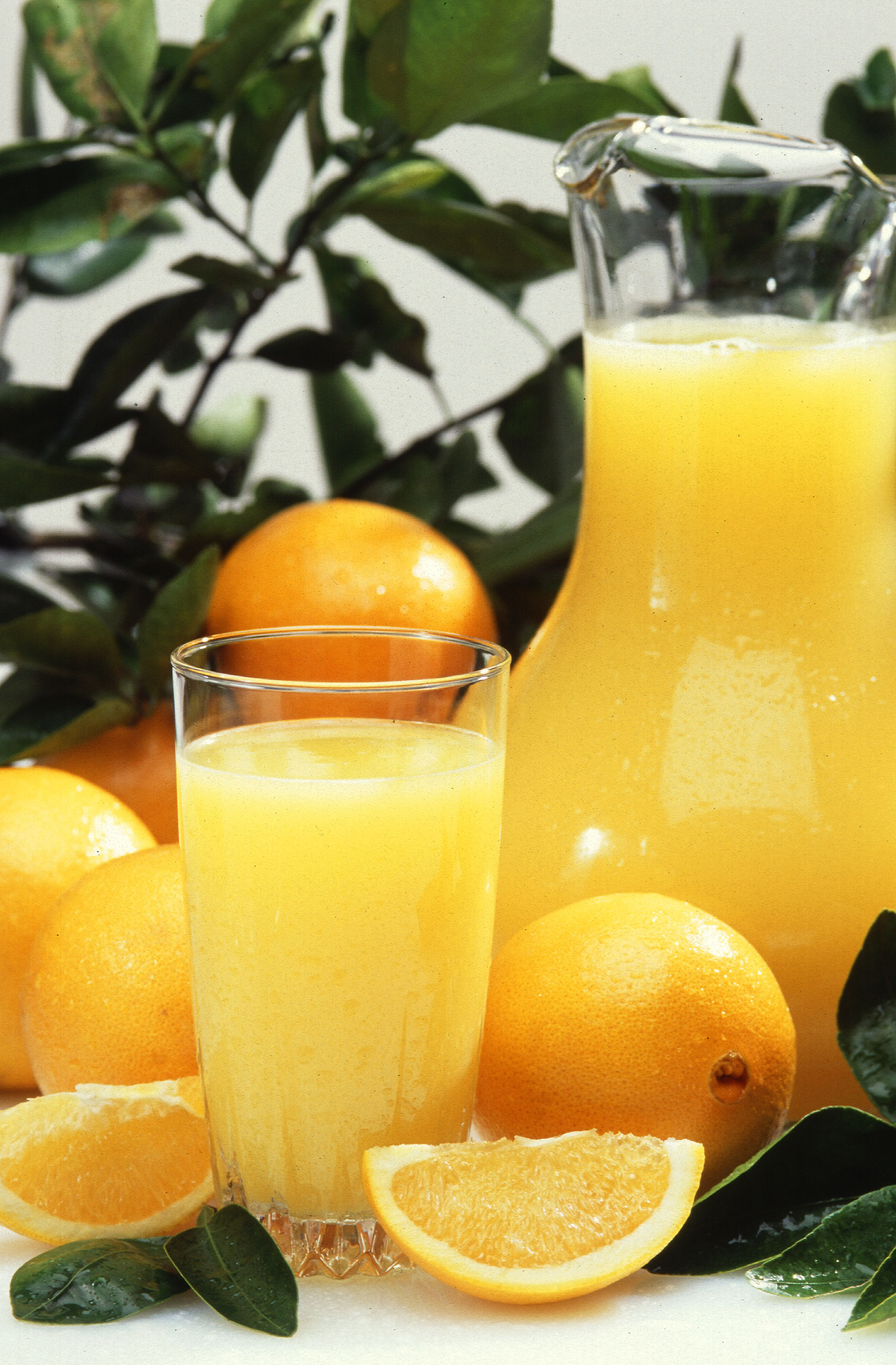
Апельсиновый сок является самым популярным соком во всем мире

Сок — жидкий пищевой продукт, полученный в результате отжима съедобных доброкачественных (не гнилых) спелых плодов овощных или фруктовых культур. Сок популярен практически во всех странах мира. Наиболее распространены соки, выжатые из съедобных плодов  спелых фруктов и овощей. Однако существуют соки, полученные из стеблей, корней, листьев различных употребляемых в пищу трав (например, сок из стеблей сельдерея, сок из стеблей сахарного тростника).
С точки зрения потребителей, соки традиционно делят на три вида:
- свежевыжатый (свежеотжатый) сок. Сок, который производят в присутствии потребителей с помощью ручной или механической обработки плодов или других частей растений;
- сок прямого отжима. Это сок, изготовленный из доброкачественных спелых фруктов и овощей, прошедший пастеризацию и разлитый в асептические пакеты или стеклянную тару.
- восстановленный сок. Это сок, произведённый из концентрированного сока и питьевой воды, который поступает в продажу в асептической упаковке.

Согласно законодательству (ТР ТС 023/2011	Технический регламент на соковую продукцию из фруктов и овощей) под соком следует понимать «жидкий пищевой продукт, который несброжен, способен к брожению, получен из съедобных частей доброкачественных, спелых, свежих или сохраненных свежими либо высушенных фруктов и/или овощей путём физического воздействия на эти съедобные части и в котором в соответствии с особенностями способа его получения сохранены характерные для сока из одноимённых фруктов и/или овощей пищевая ценность, физико-химические и органолептические свойства».

## Официальная классификация соков
Российское законодательство делит соки на пять видов в зависимости от способов производства и обработки плодов:
1. Сок прямого отжима — сок, произведённый непосредственно из свежих или сохранённых свежими фруктов и (или) овощей путём их механической обработки;
2. Свежевыжатый сок — сок прямого отжима, произведённый из свежих или сохранённых свежими фруктов и (или) овощей в присутствии потребителей и не подвергавшийся консервированию;
3. Восстановленный сок — сок, произведённый из концентрированного сока или сока прямого отжима и питьевой воды. Восстановленный томатный сок может быть произведен также путём восстановления томатной пасты и (или) томатного пюре;
4. Концентрированный сок — сок, произведённый путём физического удаления из сока прямого отжима части содержащейся в нём воды в целях увеличения содержания растворимых сухих веществ не менее чем в два раза по отношению к исходному соку прямого отжима. При производстве концентрированного сока может быть применён процесс экстракции сухих веществ из измельчённых фруктов и (или) овощей той же партии, из которых предварительно был отделен сок, посредством питьевой воды при условии, что продукт данной экстракции добавляется в исходный сок до этапа концентрирования внутри одного поточного технологического процесса. В концентрированный сок могут быть добавлены концентрированные натуральные ароматообразующие вещества, произведённые из одноимённого сока либо из одноимённых фруктов или овощей;
5. Диффузионный сок — сок, который произведен путём извлечения с помощью питьевой воды экстрактивных веществ из свежих фруктов и (или) овощей либо высушенных фруктов и (или) овощей одного вида, сок из которых не может быть получен путём их механической обработки. Диффузионный сок может быть подвергнут концентрированию, а затем восстановлению. Содержание растворимых сухих веществ в диффузионном соке должно быть не ниже уровня, установленного для восстановленных соков.

## Классификация соков и другой соковой продукции

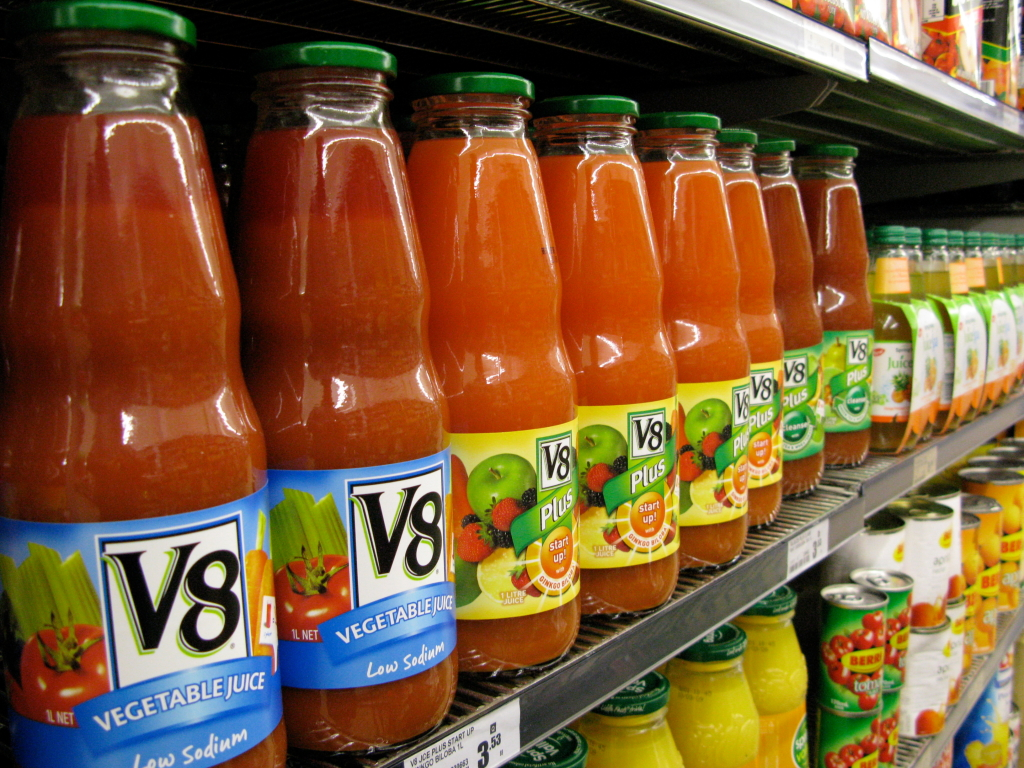
Потребление соков в мире растет ежегодно

К соковой продукции относятся так же нектары, морсы и сокосодержащие напитки. Все эти продукты различаются составом и вкусовыми качествами.
1. Сок, произведённый непосредственно из фруктов или овощей — сок прямого отжима или свежеотжатый сок[1].
2. Восстановленный сок — сок, приготовленный из концентрированного сока и питьевой воды. В соках не могут содержаться консерванты, красители, ароматизаторы и подсластители[1].
3. Нектар — жидкий пищевой продукт, приготовленный из концентрированного сока (пюре), питьевой воды с добавлением или без добавления одноимённых натуральных ароматобразующих веществ. При этом доля сока (пюре) должна составлять в зависимости от вида фруктов или овощей не менее 20-50 % от всего объёма. Кроме воды в нектаре могут содержаться сахар, натуральные подкислители (например, лимонная кислота), антиокислители (аскорбиновая кислота), мякоть фруктов и овощей, клетки цитрусовых фруктов. В нектар не могут добавляться консерванты, ароматизаторы и подсластители[1].
4. Сокосодержащий напиток — жидкий пищевой продукт, изготавливаемый путём смешивания сока (соков) и/или пюре, концентрированного сока (пюре) и питьевой воды при условии, что доля сока (пюре) составляет не менее 10 % (если сокосодержащий напиток изготовлен из сока лимона или лайма, то доля концентрированного сока должна быть не менее 5 %)[1]. В ассортименте сокосодержащих напитков представлено наибольшее количество напитков из традиционных и экзотических фруктов: ежевики, малины, кактуса, лайма и др.
5. Морс — жидкий пищевой продукт — традиционный русский национальный напиток. Промышленный морс обычно изготавливают из смеси сока ягод (ягодного пюре), питьевой воды, сахара (или мёда) при условии, что минимальная доля сока составит не менее 15 % от общего объёма. Вместо воды в морсах допустимо использование водного экстракта выжимок тех ягод, которые были использованы для производства сока или пюре[1]. Однако следует принимать во внимание, что промышленный морс по способу изготовления и качеству отличается от домашнего морса, изготавливаемого традиционным способом.

## Производство сока прямого отжима
Соки прямого отжима (или натуральные свежеотжатые соки промышленного изготовления) производят непосредственно из фруктов или овощей в период сбора урожая. Сезон сбора и переработки урожая длится в зависимости от вида фруктов и географического региона от 20 и более дней. Так, например, сезон сбора урожая яблок для изготовления яблочного сока в европейских странах, в том числе в России, приходится на июль-ноябрь, Чили — май-сентябрь, Китае — август-декабрь, ЮАР — февраль-май. Апельсины, из которых получают наиболее популярный во всем мире натуральный апельсиновый сок прямого отжима (международное обозначение «NfC» — «Not from Concentrate»/«Не из концентрата»), собирают в Бразилии в январе-марте и затем после месячного перерыва мае-декабре, Аргентине — в мае-декабре, на Кубе — в январе-июне, в США (Флорида) — в январе-августе, затем в ноябре-декабре, в Испании — в январе-мае, затем в декабре, в Израиле — в январе-июне, затем в декабре.
Для получения сока собранные фрукты или овощи в свежем виде доставляют на перерабатывающее предприятие, главной задачей которого является сохранение при получении сока качества и в первую очередь всех полезных свойств исходного сырья. Для переработки сырья применяют различные технологии, которые обычно состоят из нескольких процессов — приёмки, мойки и инспекции свежих фруктов (овощей), измельчения сырья, собственно получения сока механическим способом (например, с помощью прессов различных конструкций), однократной тепловой обработки — пастеризации, розлива в стерильную потребительскую тару. Для розлива соков прямого отжима наибольшее распространение получила тара из стекла, которое является наилучшим упаковочным материалом, сохраняющим качество, полезные свойства и обеспечивающим безопасность продукции в течение длительного времени. Контроль качества и безопасности продукции осуществляется на протяжении всей цепочки — от выращивания фруктов (овощей) до готового продукта.
В случае высоких урожаев перерабатывающее предприятие может не упаковывать весь сок прямого отжима непосредственно в потребительскую тару во время сезона, а помещать его на хранение в стерильные ёмкости большого объёма (от 10 000 и более литров). Сок хранится при пониженной температуре (не выше 10 °C) в азотной атмосфере. В таких условиях сок прямого отжима не теряет качества и сохраняет все полезные свойства в течение нескольких месяцев (даже до начала следующего сезона сбора урожая). По другой технологии сок прямого отжима, полученный из свежих фруктов (овощей) во время сезона сбора урожая, хранится при низких температурах (не выше −20 °C) в замороженном виде. В таком состоянии он может поставляться, например, на другое предприятие, расположенное в ином регионе, которое осуществит розлив этого сока в потребительскую тару после его размораживания по специальной технологии. Поэтому нет ничего удивительного в том, что в продаже очень часто можно встретить, например, яблочный, гранатовый или другой сок из субтропических фруктов, изготовленный в январе-марте или упакованный в потребительскую тару за пределами региона выращивания данного сырья.
В зависимости от вида фруктов (овощей) технологии соков прямого отжима могут отличаться в деталях, но главной объединяющей особенностью этих технологий является применение минимального количества промышленных процессов, что позволяет в отличие от восстановленных соков полностью сохранить в конечном продукте — соке прямого отжима — полезные свойства фруктов (овощей). Так, например, в технологиях соков прямого отжима не применяют таких операций, характерных для восстановленных соков, как концентрирование (получение концентрированных соков, которое сопровождается отделением природной воды, ароматобразующих веществ и изменением физико-химического состава), стабилизация, осветление, восстановление путём добавления питьевой воды и ароматобразующих веществ. Соки прямого отжима пастеризуют только один раз, в то время как восстановленные соки в процессе их изготовления подвергаются неоднократной тепловой обработке (несколько раз при изготовлении концентрированного сырья, затем повторно при восстановлении). Следует упомянуть, что отдельная ассортиментная группа соков прямого отжима — охлаждённые соки — не подвергается пастеризации вообще или пастеризуется один раз в т. н. «мягких» условиях, затем охлаждается и в охлаждённом состоянии поставляется в розничную торговую сеть. Такие продукты необходимо хранить в неповрежденной фабричной упаковке в условиях пониженных температур. Срок годности охлаждённых соков прямого отжима, как правило, не превышает одного месяца.

## Производство концентрированного сока
Концентрированный сок производят в период сбора урожая в регионах сельскохозяйственного производства фруктов и овощей на специализированных заводах. Для его изготовления используют фрукты, в том числе ягоды, или овощи. Их очищают, измельчают, а затем отправляют под пресс. После этого полученный сок отправляют в накопительную цистерну. Из накопительной цистерны сок направляют на концентрирование, то есть под воздействием тепла в условиях пониженного давления из сока в результате его кипения испаряется вода. По сравнению с исходным соком концентрированный сок имеет густую, вязкую консистенцию. На всех этапах производства: от поставки фруктов или овощей до розлива готового концентрированного сока, заводская лаборатория осуществляет контроль качества и безопасности продукта.
Для сохранности сок доводят до температуры 87-92 °C и выдерживают 35-40 секунд для предотвращения микробиологической порчи. После этого сок либо оставляют неосветленным (мутным), либо осветляют в специальной установке с ультрафильтрацией, пройдя через которую, он становится прозрачным. Параллельно с тепловой обработкой при концентрировании сока проводят сбор ароматобразующих веществ, которые испаряются при нагревании. После этого полученный концентрированный сок перекачивают для хранения в цистерны. Для получения смешанных продуктов, специалисты производят купаж (перемешивание) концентрированных соков, изготовленных из фруктов или овощей различных видов, сортов и урожаев. Затем смеси разливают в асептические ёмкости для транспортировки.

## Производство восстановленного сока
1 этап. Проверка концентрированного сока. Концентрированные соки и пюре поставляют на завод либо в бочках с вставленными в них асептическими пищевыми мешками-вкладышами, либо в ёмкостях из нержавеющей пищевой стали.
Проверка концентрированного сока состоит из двух этапов. На первом этапе концентрированный сок проверяют сразу после поступления на завод. В проверку входят: проверка сопроводительных документов, в процессе которой специалисты выясняют, соответствует ли концентрированный сок нормативным документам; проверка микробиологических показателей; проверка органолептических показателей (вкус, цвет, запах); проверка физико-химических показателей (рН, титруемая кислотность, содержание сухих веществ, содержание мякоти).
Если первый этап проверки показывает, что все показатели в норме, то принимается решение об использовании данного концентрированного сока в производстве. После этого концентрированный сок отправляют на хранение, которое проходит в специальных условиях, чтобы сохранить все параметры.
Второй этап проверки проводят непосредственно перед приготовлением продукта. Концентрированный сок повторно проверяют на соответствие органолептических и физико-химических показателей заявленной норме.
Если на любом из этапов проверки выявлено какое-либо отклонение, то концентрированный сок бракуется и не используют в производстве продукции.
2 этап. Возврат воды. Для изготовления восстановленного сока в концентрированный сок необходимо вернуть весь объём воды, которая была удалена из него в процессе концентрирования. Для этого используют питьевую воду, которая не влияет на вкус, запах и цвет сока. Для этого вода проходит многоступенчатую очистку: механическую обезжележивающую, очистку от органических примесей, обработку бактерицидными ультрафиолетовыми лампами и флеш-очистку.
Для возврата воды концентрированный сок направляют в купажные танки (специальные закрытые ёмкости из нержавеющей стали). В них происходит перемешивание концентрированного сока и питьевой воды. Этот процесс происходит в закрытых непрозрачных ёмкостях без доступа света при минимальном количестве кислорода. Одновременно производят возврат концентрированному соку натуральных ароматобразующих веществ, удалённых при концентрировании. Возврат ароматобразующих веществ не является обязательным.

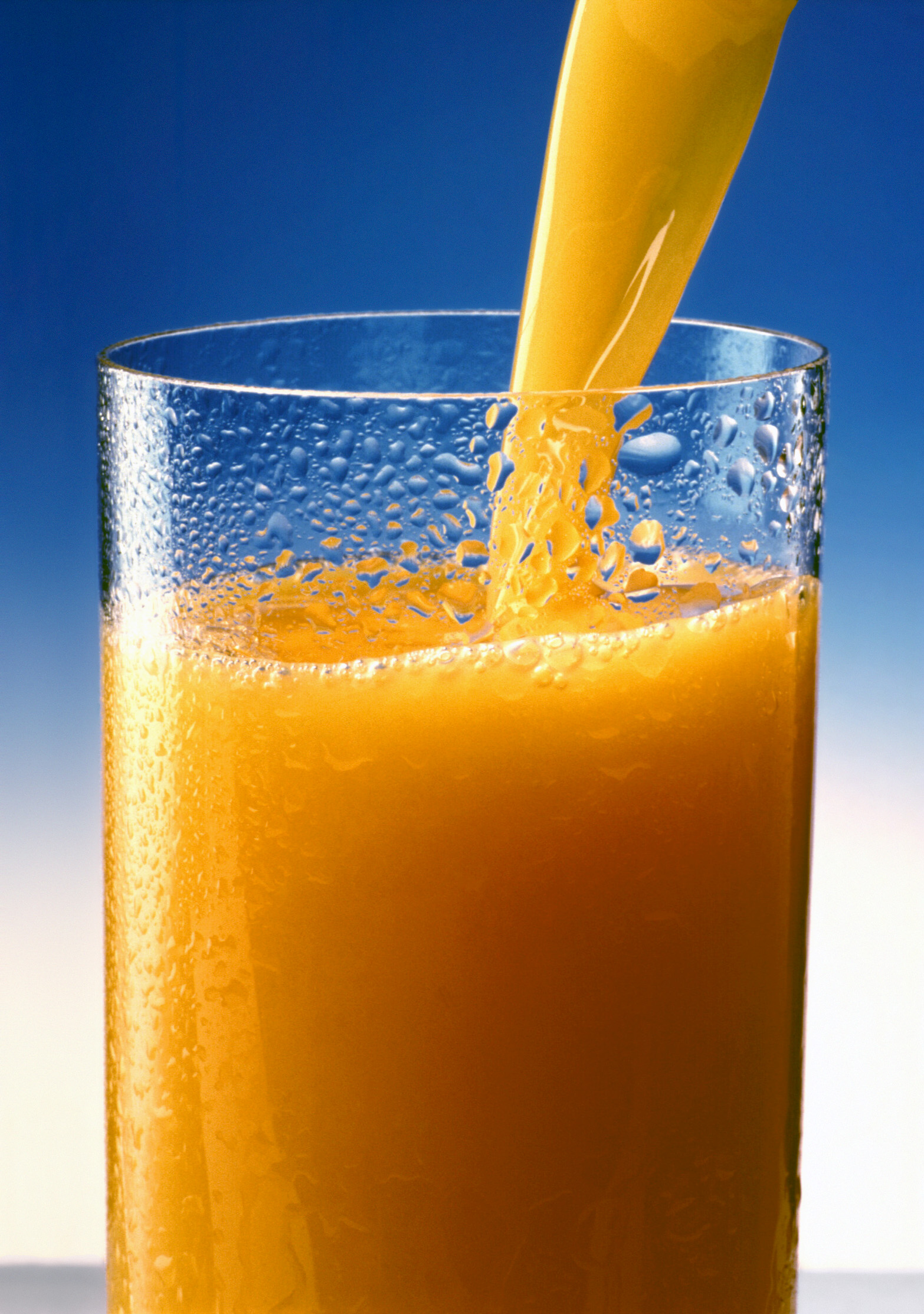
Соки сохраняют полезные вещества, которые были в овощах и фруктах

3 этап. Отбор проб. При перемешивании концентрированного сока, питьевой воды и ароматобразующих веществ сотрудники лаборатории завода отбирают пробу сока и проверяют качество приготовленного продукта (вкус, цвет, запах, консистенцию, титруемую кислотность, содержание сухих веществ, рН). Проверка занимает 10—15 минут. До тех пор пока не будет получено заключение лаборатории о соответствии продукции стандартам качества, сок не поступит на розлив. Если все параметры находятся в норме, то сок поступает на тепловую обработку.
4 этап. Пастеризация. Задача тепловой обработки (пастеризации) заключается в обеспечении микробиологической безопасности продукта и его сохранности в течение всего срока годности.
В процессе пастеризации продукт нагревают до 90—97 °C и выдерживают в течение 30 секунд. После этого очень быстро охлаждают до 25 °C. Такой температурный режим позволяет уничтожить все вредные микроорганизмы и одновременно сохранить и вкусовые качества, и аромат, и витамины.
5 этап. Пакетирование/бутилирование. Пастеризованный восстановленный сок подают в упаковочную машину, где его разливают в пакеты/стеклянные тары, которые стерилизуются и формуются непосредственно внутри машины. Таким образом, благодаря полностью замкнутому производству и асептической переработке обеспечивается полная защита восстановленного сока от нежелательных внешних воздействий.
На этом этапе эксперты проверяют качество упаковки, качество формирования пакета и его герметичность, проверяют полноту налива. После этого на пакет наносят маркировку несмываемыми чернилами (дату производства и срок годности), приклеивают соломинку или крышечку. Затем пакеты упаковывают в гофрокороба, опалечивают в плёнку, складывают в поддоны и отправляют на складское хранение.
Сейчас у производителя есть возможность выбрать различные виды упаковки. Соковая продукция расфасовывается и в асептические пакеты, в ПЭТ-бутылки и в стеклянные бутылки (банки). Главная задача упаковки — сохранить полезные свойства фруктов и овощей, и конечно обеспечить высокое качество и безопасность продукта для потребителя.
Есть отличия в способе розлива соковой продукции в различные виды упаковки. В стеклянные бутылки (банки) продукция разливается в горячем виде и может подвергаться стерилизации уже после розлива.
При розливе в асептические пакеты продукция предварительно пастеризуется в холодном виде. Также пастеризуются и упаковочные пакеты.

## Технологии получения сока в домашних условиях

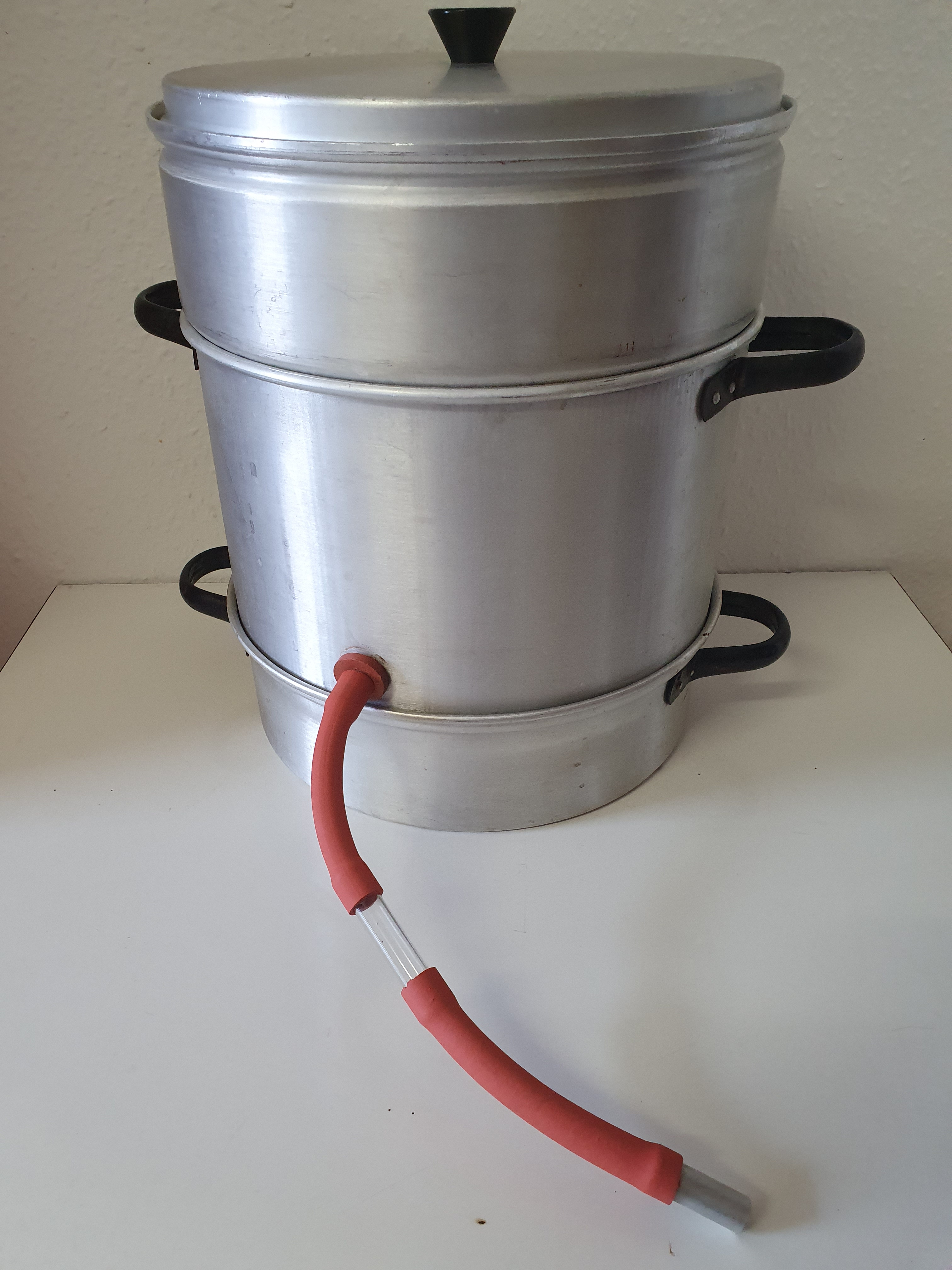
Паровая соковарка

Если сок планируется к длительному хранению, то процесс его изготовления можно представить в виде технологической цепочки: подготовка ягод, плодов и овощей → собственно выдавливание сока → его консервирование.
Процесс приготовления соков начинается с подготовки исходного сырья (плодов, ягод, овощей и так далее), которые очищают от черешков и листьев, моют в проточной холодной воде, затем отбрасывают на решётку и дают стечь воде.
Затем крупные плоды и овощи размельчают, давят прессами, отжимают через сито или в быту пользуются специальными соковыжималками различных конструкций (конусные, рычажные, винтовые, по типу мясорубок или насадки к мясорубкам, а также электрические и соковарки). Сок отжимают механически или нагреванием нарезанных плодов па́ром. Наиболее простая — соковыжималка для цитрусовых, в виде рифлёного конуса из стекла, пластмассы или фарфора. Неочищенныё лимон или апельсин моют, разрезают поперёк пополам. Затем половину плода накладывают срезом на конус и поворачивают вокруг вертикальной оси, одновременно нажимая на плод в обе стороны, пока не будет отжат весь сок. Отжатый сок стекает через отверстия в нижней части соковыжималки в подставленный сосуд.
Для осветления свежеотжатого сока его фильтруют, однако полного осветления сока фильтрация не даёт. Прозрачный и ароматный сок можно получить нагревом сырья па́ром в соковарке.
Для длительного хранения свежеполученные соки подогревают до температуры 85 °C, быстро разливают в чистые простерилизованные стеклянные ёмкости (бутылки или трёхлитровые банки) и накрывают крышками. Пастеризуют на протяжении 15—20 минут, после чего герметично закупоривают. Пастеризация (в отличие от стерилизации) способствует сохранению витаминов в соках.

### Осветлённые соки
Для получения прозрачного сока применяют методику его осветления — удаления мелкодисперсных частиц и улучшения товарного вида. В числе прочих преимуществ, осветлённый плодово-ягодный сок лучше утоляет жажду. В зависимости от конкретных технологических условий, как правило, используют физические (процеживание, отстаивание и сепарация или разделение), биохимические (обработка ферментами) и физико-химические (обработка бентонитом, органическими или, реже, синтетическими флокулянтами, например, полиэтиленоксид и полиакриламид; мгновенный подогрев и другие) способы осветления фруктовых соков.

## Фруктовые соки
Содержат все питательные вещества плодов (углеводы, органические кислоты, минеральные соли, витамины, пектиновые и ароматические вещества) и легко усваиваются организмом.

### Абрикосовый сок
Абрико́совый сок — продукт (напиток), получаемый выдавливанием жидкости из свежих абрикосов. Содержит провитамин А (каротин), необходимый для нормального роста и развития организма.

### Апельсиновый сок
Апельси́новый сок — популярный напиток, получаемый выдавливанием жидкости из свежих апельсинов. Богат витаминами (особенно аскорбиновой кислотой и витамином P), обладает антицинготными свойствами, укрепляет стенки сосудов. Но опасен для желудка и кишечника, может привести к повышению кислотности в данных органах и заболеваниям, связанным с этим (гастрит, эрозии, язва). Также термин «апельсиновый сок» используется в разговоре и коммерции, когда речь идет о «апельсиновом соке, произведенном из концентрата». Чтобы отличить свежий апельсиновый сок от сока из концентрата, в Канаде, Израиле и Америке используется маркировка «not from concentrate» (не из концентрата). В США все соки, поступающие в продажу, являются пастеризованными.

### Виноградный сок
Виногра́дный сок — популярный напиток, получаемый выдавливанием жидкости из свежих ягод винограда. Сохраняет целебные свойства винограда, содержит большое количество сахара, витаминов и минеральных солей, рекомендуется как ценный диетический продукт.

### Гранатовый сок
Грана́товый сок — популярный напиток, получаемый выдавливанием жидкости из свежих плодов гранатового дерева (гранатин). Плоды граната богаты сахарами, таннинами, витамином C, содержат клетчатку, минеральные вещества и микроэлементы: кальций, магний, калий, марганец, натрий. Из плодов возможно отжать до 60 % сока с высоким содержанием антоцианов. В соке культурных сортов граната находится от 8 до 20 % сахара (глюкоза и фруктоза), до 10 % лимонной, яблочной, щавелевой и других органических кислот, фитонциды, азотистые вещества, танин, сернокислые, хлористые и другие соли. В околоплоднике, корнях и коре содержится до 32 % дубильных веществ. Гранатовый сок полезен при малокровии, отвар кожуры и плёнчатых перегородок — при ожогах и расстройствах желудка. Мякоть семян красноватая, используется в десертах и салатах, а также для приготовления прохладительных напитков.

### Сливовый сок
Сливовый сок получают выдавливанием жидкости из свежих слив, хорошо утоляет жажду, улучшает пищеварение, оказывает послабляющее действие.

### Яблочный сок
Я́блочный сок популярный напиток, получаемый выдавливанием жидкости из свежих яблок. Богат сахаром, пектином и минеральными солями. Полезен при заболеваниях желудочно-кишечного тракта и дизентерии, способствует нормализации артериального давления.

## Ягодные соки
Содержат многие вещества ягод (углеводы, органические кислоты, минеральные соли, витамины, пектиновые и ароматические вещества) и легко усваиваются организмом. Иногда с целью подслащивания смешивают с фруктовыми соками — фруктово-ягодные или плодово-ягодные соки.

## Овощные соки
Содержат все питательные вещества овощей (углеводы, органические кислоты, минеральные соли, витамины, пектиновые и ароматические вещества) и легко усваиваются организмом.

### Капустный сок
Сок капусты содержит противоязвенный витамин U. Сок из листьев рекомендован для лечения язвенной болезни желудка и двенадцатиперстной кишки, гастритов и колитов. В народной медицине капустный сок издавна использовался для заживления гноящихся ран и язв. Кроме того, листья капусты способствуют выведению из организма холестерина. Капустный сок снижает содержание сахара в крови, усиливает выделение излишней жидкости из организма и весьма эффективен в борьбе с запорами. При острых энтероколитах, повышенной перистальтике кишечника, при склонности к спазмам кишечника и желчных ходов употреблять в пищу капусту не рекомендуется, так как, раздражая слизистую кишечника и желудка, капуста может усилить спазмы и вызвать болевые ощущения.
Сок капусты — замечательное косметическое средство. Он обладает омолаживающим эффектом, поэтому его используют для ополаскивания лица и приготовления различных косметических масок.

### Морковный сок
Морко́вный сок получают выдавливанием жидкости из моркови. Основной источник каротина. Кроме того, содержит необходимые для жизнедеятельности организма соли кальция, фосфора и железа. По калорийности и усвояемости (доступности для организма) морковный сок превосходит другие овощные соки. Его употребление особенно полезно детям, беременным и кормящим женщинам.

### Свекольный сок
Свеко́льный сок получают отжимом свёклы, содержит много углеводов, минеральных солей и азотистых веществ. Применяется в комплексном лечении гипертонической болезни.

### Томатный сок
Тома́тный сок получают выдавливанием жидкости из спелых плодов помидоров. Содержит практически все витамины, которые встречаются в растительной пище, в основном аскорбиновую кислоту и витамин А. Кроме того, большое количество минеральных солей, углеводов и органических кислот. Благодаря гармоничной пропорции их концентраций томатный сок обладает приятным освежающим вкусом и хорошо утоляет жажду.

## Соки деревьев

### Берёзовый сок
Берёзовый сок — пасока, жидкость, вытекающая из перерезанных и надломленных стволов и ветвей берёзы под действием корневого давления; широко использовался в качестве напитка в СССР в середине XX века. Сокодвижение начинается весной с первыми оттепелями и продолжается до распускания почек. Обычно с берёзы получают 2—3 литра сока в сутки. Крупное дерево может дать в сутки около 7 литров сока, а иногда и больше. Во избежание гибели деревьев предпочтительно собирать сок там, где планируется вырубка, и не рекомендуется брать его у молодых деревьев.

### Кленовый сок
Кленовый сок — пасока, жидкость, вытекающая из перерезанных и надломленных стволов и ветвей клёна под действием корневого давления. В Канаде из кленового сока методом выпаривания получают кленовый сироп.

## Влияние на здоровье
Соки нередко влияют на скорость всасывания тех или иных лекарственных средств при одновременном приёме, они могут снижать эффективность или, наоборот, усиливать действие некоторых лекарств. Поэтому одновременный приём ряда лекарств и тех или иных соков не рекомендуется. Например, не следует плодово-ягодными соками запивать неустойчивые к кислотам антибиотики (в частности, эритромицин); кислые фруктовые и овощные соки снижают терапевтический эффект эритромицина, ампициллина, циклоспорина, усиливают эффект ацетазоламида, барбитуратов, буформина, налидиксовой кислоты, нитрофуранов, производных салициловой кислоты:151.

## Подделки
Иногда под видом фруктовых соков продают фальсифицированный продукт, полученный, например, разбавлением и добавлением сахара или купажированием с более дешёвым продуктом. Также иногда производители пытаются выдавать более дешевые нектары за настоящие соки, например, помещая на упаковку крупную надпись «100 %».